# Fontaine des Trois Croix
La fontaine du Puits-Rocher ou fontaine des Trois-Croix est une fontaine située à Laval, dans le département de la Mayenne.

## Histoire
En 1516, la fontaine est mentionnée. Cette fontaine était située initialement  à l'angle de la rue de Paradis et de la rue du Hameau. Elle est construite au XVIIIe siècle et transférée au Jardin de la Perrine en 1936. 
Ce bâtiment fait l’objet d’une inscription au titre des monuments historiques depuis le 2 décembre 1929.